# Stanisław Kębłowski
Stanisław Kębłowski  ps. „Kazimierz Kuźnicki” (ur. 27 maja 1893 w Janówku (powiat piotrkowski), zm. w styczniu 1919) – kapral Legionów Polskich, uczestnik I wojny światowej i wojny z Ukraińcami, kawaler Orderu Virtuti Militari.

## Życiorys
Urodził się w rodzinie Ignacego i Stefanii z domu Namysłowskiej. W Piotrkowie ukończył gimnazjum polskie w 1913 r. Od roku 1911 był członkiem Organizacji Młodzieży Niepodległościowej „Zarzewie”. Pracował w sekcji młodzieży przy Towarzystwie Krajoznawczym i w Chrześcijańskiej Demokracji. Jako słuchacz Wydziału Filozoficznego Uniwersytetu Jagiellońskiego wstąpił w roku 1913 do Drużyn Strzeleckich. W chwili wybuchu wojny był na kursie wojskowym tychże Drużyn. Dnia 6 sierpnia 1914 r. przydzielony do I kompanii kadrowej I Brygady Legionów. Brał udział we wszystkich walkach swego oddziału. 18 listopada 1914 r. pod Krzywopłotami został raniony poprzez strzaskanie szrapnelem prawej ręki. 
W czasie boju o lasek kozinakowski dnia 18 maja 1915 r.  szer. Kębłowski wysłany został z patrolem wywiadowczym. Z własnej inicjatywy objął dowództwo patrolu po zabiciu dotychczasowego dowódcy. Natychmiast zawiadomił dowódcę kompanii o sile, rozmieszczeniu sił nieprzyjaciela i zaczął ostrzeliwać wroga. Z chwilą rozwinięcia się kompanii w tyralierę, bez rozkazu usunął się na prawe skrzydło kompanii i pod ogniem karabinów maszynowych przez dłuższy czas ubezpieczał posuwanie się kompanii. Po pewnym czasie zawiadomił dowódcę, że nieprzyjaciel szykuje się do kontrnatarcia i przez godzinę powstrzymywał napór nieprzyjaciela w sile jednego plutonu. Jednym ciężkim karabinem maszynowym ściągnął na siebie ogień nieprzyjaciela z centrum, przez co uniemożliwił otoczenie pododdziału i umożliwił jego wycofanie. Za czyny te szer. Kębłowski mianowany został kapralem i odznaczony pośmiertnie Krzyżem Srebrnym Orderu Virtuti Militari.
Od 18 stycznia 1916 r. służył w 3 kompanii III Batalionu I Brygady Legionów Polskich. Walczył na froncie wołyńskim. Od lipca 1917 r. był internowany w Szczypiornie i Łomży. W najcięższych warunkach krzepił i umacniał współcierpiących. Od maja 1918 leżał w szpitalu obozowym chory na gruźlicę. W lipcu 1918 r. opuścił szpital i kontynuował leczenie w Zakopanem. Na wieść o Potrzebie Lwowskiej, ciężko chory, zgłosił się jako ochotnik i walczył na froncie przeciwukraińskim. W styczniu 1919 r. ranny pod Jaworowem, dostał się do niewoli i jako jeden z najzacieklej walczących został zamordowany przez nieprzyjaciela.

## Ordery i odznaczenia
- Krzyż Srebrny Orderu Wojskowego Virtuti Militari nr 7244 – pośmiertnie 17 maja 1922[2][3]
- Krzyż Niepodległości – pośmiertnie 16 marca 1933 „za pracę w dziele odzyskania niepodległości”[4]